# Eurytoma aloineae
Eurytoma aloineae är en stekelart som först beskrevs av Burks 1958.  Eurytoma aloineae ingår i släktet Eurytoma och familjen kragglanssteklar. Inga underarter finns listade i Catalogue of Life.